# CyberFight
CyberFight es la marca de una compañía japonesa de lucha libre profesional de CyberAgent que supervisa y promueve colectivamente cuatro empresas existentes: Pro Wrestling NOAH, DDT Pro-Wrestling, Ganbare Pro-Wrestling y Tokyo Joshi Pro Wrestling.

## Historia
El 1 de septiembre de 2017, DDT Pro-Wrestling vendió el 100% de sus acciones a la empresa japonesa de publicidad digital CyberAgent. En enero de 2020, se anunció que CyberAgent había comprado Pro Wrestling NOAH. El 27 de julio de 2020, se anunció que Noah y DDT se fusionarían en una nueva compañía. La decisión se tomó después de los problemas financieros que enfrentaron Noah y DDT debido a la pandemia de COVID-19. Junto con esto, Sanshiro Takagi fue anunciado como presidente de la empresa, además de anunciar el objetivo de realizar eventos en el Tokyo Dome y superar a New Japan Pro-Wrestling en popularidad. También se reveló que las marcas Noah y DDT no se retirarán y mantendrán sus marcas, logotipos, combinación de colores, etc, únicos y actuales, y actuarán como dos marcas separadas dentro de CyberFight.